# Катажинув (Зґерський повіт)
Катажинув (пол. Katarzynów) — село в Польщі, у гміні Озоркув Зґерського повіту Лодзинського воєводства.